# Nachal Biranit
Nachal Biranit (hebrejsky: נחל בירנית) je vádí v Horní Galileji, v severním Izraeli.
Začíná v nadmořské výšce přes 700 metrů na jihovýchodním úbočí hory Har Biranit, severně od vesnice Matat. Směřuje pak k západu zalesněným údolím. Na jižním úbočí hory Har Biranit do něj zleva ústí vádí Nachal Matat. Pokračuje pak po okraji odlesněné náhorní planiny, na které stojí město Fasuta, jež míjí ze severovýchodu. Západně od vesnice Netu'a potom ústí zleva do vádí Nachal Šarach, pod vysokým srázem hory Har Conam.